# Martirio (film 1920)
Martirio è un film muto italiano del 1920 diretto e interpretato da Gabriel Moreau.